# زدينكو ميليتيتش
زدينكو ميليتيتش هو لاعب كرة قدم بوسني في مركز حراسة المرمى، ولد في 23 أبريل 1968 في سراييفو في البوسنة والهرسك. لعب مع أرمينيا بيليفيلد ونادي آوغسبورغ ونادي بروسيا مونستر ونادي زغرب ونادي ماريبور.

## وصلات خارجية
- زدينكو ميليتيتش على موقع قاعدة بيانات كرة القدم.إي يو (الإنجليزية)
- زدينكو ميليتيتش على موقع بيانات كرة القدم. دي إي (الألمانية)
- زدينكو ميليتيتش على موقع عالم كرة القدم.نت (الإنجليزية)